# Mechmed Fikretow
Mechmed Fikretow (* 18. November 1986) ist ein bulgarischer Gewichtheber. Er gehört der türkischen Minderheit in Bulgarien an.

## Karriere
Er gewann bei den Europameisterschaften 2005 die Bronzemedaille in der Klasse bis 69 kg und bei den Weltmeisterschaften 2005 erreichte er den sechsten Platz. 2006 wurde er bei der EM Vierter. Bei den Weltmeisterschaften 2006 und 2007 landete er jeweils auf dem siebten Platz. Bei den Europameisterschaften 2008 gewann er wiederum Bronze. Kurz vor den Olympischen Spielen 2008 wurde er bei einer Dopingkontrolle positiv auf Metandienon getestet und für vier Jahre gesperrt.